# Iolo Morganwg
Iolo Morganwg, pseudonimo di Edward Williams (Pen-onn, 10 marzo 1747 – 1826), è stato un poeta, antichista, bardo e druido gallese.
Fece nascere in Galles il culto per il druidismo.

## Biografia
Iolo e il suo amico Edward Evan erano convinti di essere gli ultimi due membri viventi dell'ordine dei bardi e che dovevano rivelare gli arcani segreti ricevuti in successione apostolica dai druidi.
La teologia druidica di Iolo era molto simile all'unitarianismo, con una forte coloritura pacifista. Le cerimonie erano complesse, ma non prevedevano sacrifici umani. Nel 1797 Iolo dichiarò che il suo scopo era di far sì che la gente comune non rinunciasse alla propria lingua, di farle conoscere la sua storia attraverso i canti e di far nascere una nuova religione morale senza dispute confessionali.

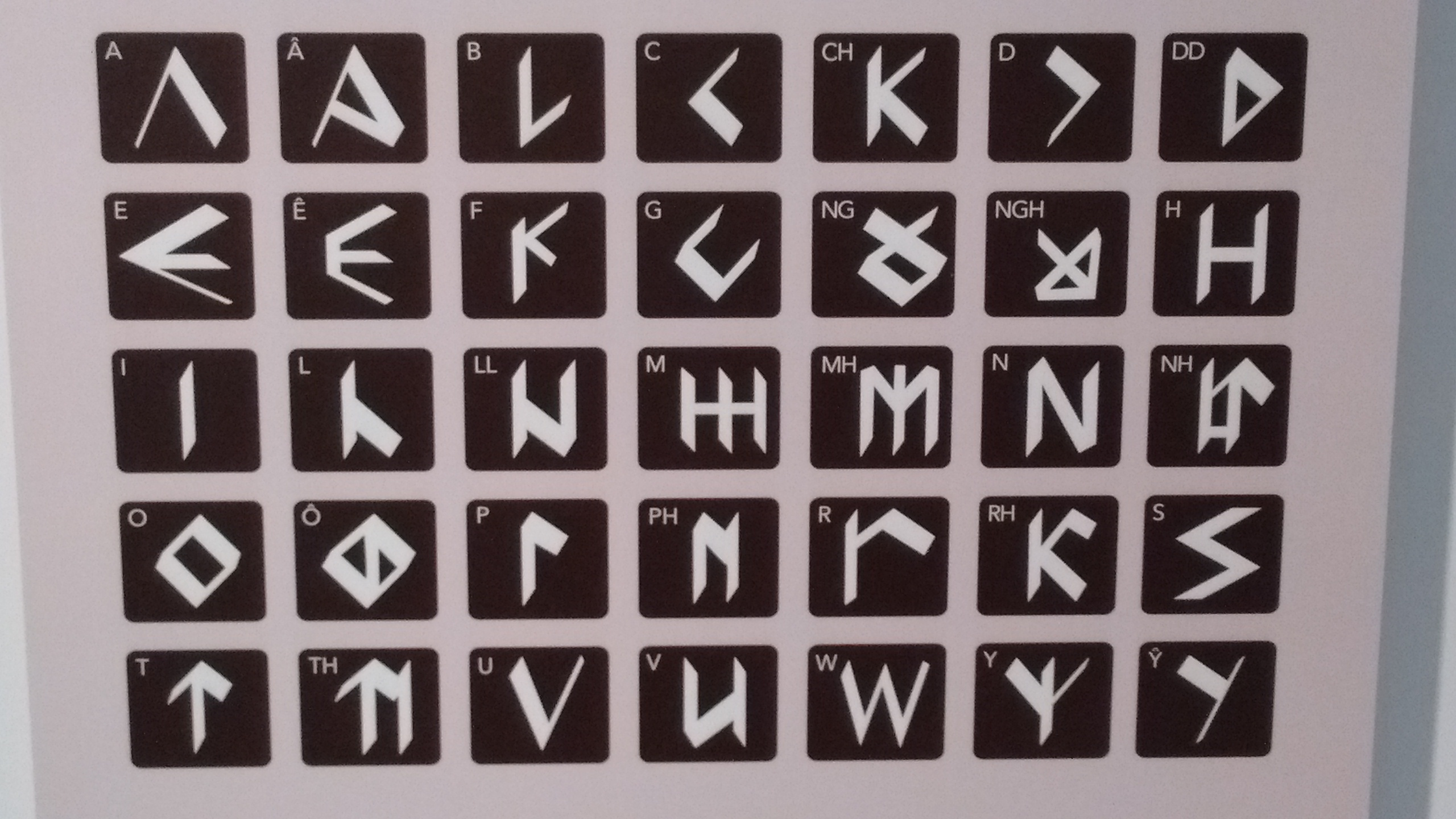
Coelbren y Beirdd (Alfabeto dei bardi)

Tra le sue opere c'è il Coelbren y Beirdd (L'alfabeto dei bardi), un alfabeto di tipo ogamico adatto alle incisioni su pietra e legno, e poiché i conquistatori inglesi avevano proibito ai bardi gallesi l'uso di penna e inchiostro, questi erano costretti a comunicare incidendo i bizzarri caratteri su dei misteriosi bastoncini che venivano spostati all'interno di una cornice di legno, come un abaco: il peithynen.
Ma l'attività più notevole di Iolo fu il collezionismo di scritti antichi, grazie al quale ci sono rimaste molte opere letterarie che altrimenti sarebbero probabilmente perdute.

## Opere
- Iolo Morganwg, Barddas. L'antico codice dei druidi gallesi, traduzione di E. Selleri, Sossano (VI), Anguana Edizioni, 2015, ISBN 978-8897621584